# محمد علي الجعبري
محمد علي الجعبري (1900-1980) كان رئيس بلدية مدينة الخليل لفترة طويلة، وقد كان معينًا من قبل الأردن في الفترة بين 1948-1976.

## زمن الانتداب البريطاني
في 1940 عيّنه الانتداب البريطاني رئيساً لبلدية الخليل.

## بعد النكبة
بعد النكبة عارض الهيئةَ العربية العليا بقيادة الحاج أمين الحسيني وحكومةَ عموم فلسطين برئاسة أحمد حلمي عبد الباقي، وترأّس مؤتمر أريحا المضاد في العام 1948، ودعا إلى ضمِّ الضفة الغربية إلى شرق الأردن ومبايعةِ الملك عبد الله بن الحسين (وهو ما حدث في العام 1950).
تقلّد الجعبري عدداً من المناصب الرسمية في مجلس الأعيان، ومناصب وزير الزراعة والعدل والتربية والتعليم في الأردن.

## بعد النكسة
بعد أن احتلت إسرائيل الضفة الغربية من الأردن في حرب الأيام الستة عام 1967، اقترح أن تبقى إسرائيل في السلطة لمدة خمس سنوات يعقبها قيام كيان فلسطيني يتمتع بحكم ذاتي. وعلى ما يبدو، تم الاتفاق مع إسرائيل بأنه سيكون رئيس وزراء دولة فلسطينية جديدة.
في ربيع سنة 1972 شارك الجعبري في الانتخابات البلدية التي دعت منظمة التحرير الفلسطينية إلى مقاطعتها. وقد كان يعارض بشكل بارز الطبيعة العنيفة التي يبديها الفدائيين.
توفي الجعبري في عام 1980. وتربطه علاقة بسليمان الجعبري، مفتي القدس السابق.